# Vladislav Karapuzov
Vladislav Aleksandrovich Karapuzov (tiếng Nga: Владислав Александрович Карапузов; sinh ngày 6 tháng 1 năm 2000) là một cầu thủ bóng đá người Nga thi đấu cho F.K. Lokomotiv Moskva và câu lạc bộ con FC Kazanka Moskva.

## Sự nghiệp câu lạc bộ
Anh có màn ra mắt tại Giải bóng đá chuyên nghiệp quốc gia Nga cho FC Kazanka Moskva vào ngày 27 tháng 5 năm 2018 trong trận đấu với FC Znamya Truda Orekhovo-Zuyevo.